# بونزا (ايطاليا)
بونزا هي إحدى البلديات التابعة لمقاطعة لاتينا في منطقة لاتسيو الإيطالية. وهي تتألف من أربع جزر في الجزء الغربي من أرخبيل بونتين في خليج جايتا (وسط البحر التيراني): بونزا نفسها وبالمارولا وزانون وجافي. ويعتمد اقتصاد بونزا على صيد الأسماك والسياحة الصيفية.

## الجزر
ويعد ميناء بونزا هو المركز الرئيسي للجزيرة، والذي يقع باتجاه الطرف الجنوبي للساحل الشرقي وهو مقر البلدية. تشمل المستوطنات الأخرى غواريني وجيانكوس وأنا كونتي وسانتا ماريا في وسط الجزيرة وكامبو انجليسي ولوفورنا في الشمال.
ثاني أكبر الجزر هي بالمارولا التي تقع على بعد حوالي 10 كيلومتر (6 ميل) إلى الغرب من بونزا. ويتم السكن بها فقط في أشهر الصيف وهي موقع محمية طبيعية. تتذكر كنيسة سان سيلفيريو وفاة البابا سيلفيريوس أثناء وجوده في المنفى على الجزيرة.
تبلغ مساحة جزيرة زانون حوالي 10 كيلومتر (6 ميل) إلى الشمال الغربي من بونزا وهي غير مأهولة تمامًا: وتحظر بها الإقامة الليلية. يشكل هذا جزءًا من حديقة سيرسيو الوطنية.
تقع جزيرة جافي الصغيرة على بعد 120 متر (390 قدم) قبالة الطرف الشمالي الشرقي لبونزا.

## المدن التوأم
- اجلينتو، إيطاليا
- إيشيا، إيطاليا، منذ 2013

## روابط خارجية
- الموقع الرسمي باللغة الإيطالية